# Michelle Borth

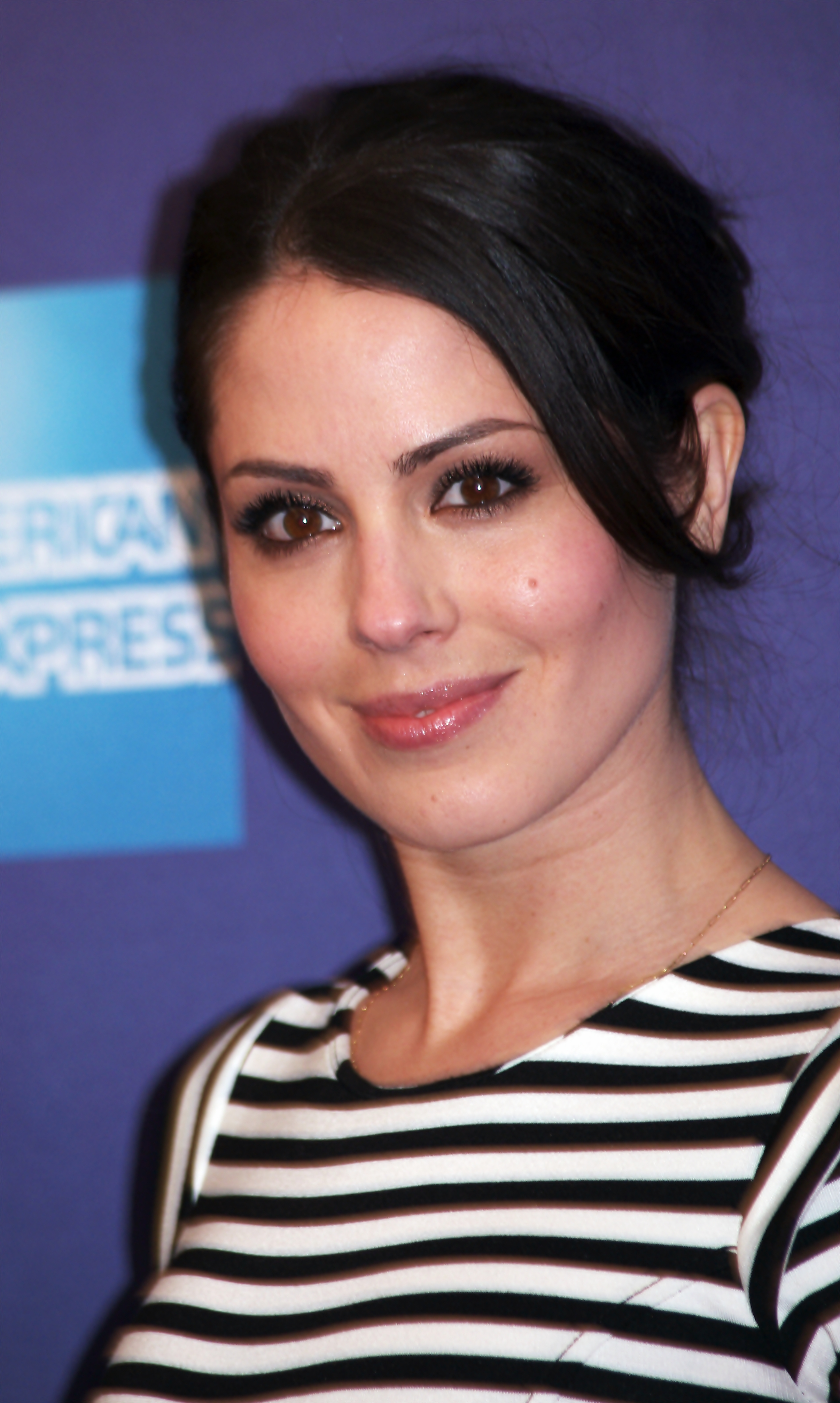
Michelle Borth (2011)

Michelle Borth (* 19. August 1978 in Secaucus, New Jersey) ist eine US-amerikanische Schauspielerin.

## Leben
Borth wuchs zusammen mit ihren zwei jüngeren Brüdern in New York auf. Sie besuchte dort unter anderem die Pace University und schloss 2001 mit einem Bachelor of Fine Arts ab. Ihr Schauspieldebüt gab Borth 2002 im Kurzfilm Apartment. Im selben Jahr hatte sie kleinere Auftritte in der Sitcom Off Centre und im Actionfilm In Your Face. In den folgenden Jahren war die Schauspielerin vor allem in Low-Budget- und Independent-Horrorfilmen zu sehen, darunter Warnings – Die Zeichen sind da (2003), The Sisterhood (2004), Island of Beasts (2005) und Trespassers (2006).
Größere Bekanntheit erlangte Borth 2007 durch eine Hauptrolle in der kurzlebigen Dramaserie Tell Me You Love Me, welche vor allem wegen der expliziten Darstellung der Sexszenen mediale Aufmerksamkeit erregte. Es folgten Gastauftritte in den Fernsehserien Law & Order: Special Victims Unit und The Cleaner sowie eine Rolle im Science-Fiction-Film TiMER (2009). Zwischen 2009 und 2010 spielte Borth in der Kriminalserie The Forgotten – Die Wahrheit stirbt nie die Rolle der Candace Butler und ist seit 2010 in einer wiederkehrenden Nebenrolle in der Actionserie Hawaii Five-0 als Lieutenant Catherine Rollins zu sehen. 2011 hatte die Schauspielerin zwei Filmrollen in A Good Old Fashioned Orgy und Easy Rider: The Ride Back. Im selben Jahr war sie ferner in einer Hauptrolle in der kanadischen Militärkrankenhausserie Combat Hospital zu sehen, wo sie Major Rebecca Gordon spielte. Im Oktober 2011 gab ABC die Einstellung der Serie bekannt, zwei Monate später bestätigte auch Shaw Media, dass es keine zweite Staffel geben wird. Für die dritte Staffel von Hawaii Five-0 wurde Borth in die Hauptbesetzung der Serie aufgenommen. Ende der vierten Staffel verließ sie jedoch die Serie. Ab der fünften Staffel kehrte sie als wiederkehrende Gastdarstellerin zurück.

## Filmografie (Auswahl)
- 2002: Apartment (Kurzfilm)
- 2002: Off Centre (Fernsehserie, Gastauftritt)
- 2002: In Your Face
- 2003: Warnings – Die Zeichen sind da (Silent Warnings)
- 2003: Wonderland
- 2004: The Sisterhood
- 2005: Island of Beasts (Komodo vs. Cobra, Fernsehfilm)
- 2006: Trespassers
- 2007: Supernatural (Fernsehserie, Gastauftritt)
- 2007: Tell Me You Love Me (Fernsehserie, 10 Folgen)
- 2008: Law & Order: Special Victims Unit (Fernsehserie, Gastauftritt)
- 2008: The Cleaner (Fernsehserie, Gastauftritt)
- 2009: TiMER
- 2009–2010: The Forgotten – Die Wahrheit stirbt nie (The Forgotten, Fernsehserie, 17 Folgen)
- 2010: Matadors (Fernsehfilm)
- 2010: Dark Blue (Fernsehserie, 2 Folgen)
- 2010–2018, 2020: Hawaii Five-0 (Fernsehserie, 49 Folgen)
- 2011: A Good Old Fashioned Orgy
- 2011: Combat Hospital (Fernsehserie, 13 Folgen)
- 2012: Easy Rider: The Ride Back
- 2017: Teenage Cocktail
- 2018: Devious Nanny
- 2018: Conrad & Michelle: If Words Could Kill (Fernsehfilm)
- 2019: Shazam!
- 2020: No Good Deed (Fernsehfilm)
- 2021: The Christmas Thief (Fernsehfilm)